# ハヤシインターナショナルプロモーションズ
株式会社ハヤシインターナショナルプロモーションズ（H.I.P.）は音楽興行主催者である。ライブ・ネーション傘下。
この業界では外国人アーティスト招聘（しょうへい）で老舗の会社である。他社と違ってももいろクローバーZや私立恵比寿中学などのアイドル、己龍やコドモドラゴンなどのヴィジュアル系アーティスト、平井堅、西野カナなどの日本人アーティストも扱うところが特徴である。また2000年代以降はB'zと倉木麻衣のコンサートツアー制作をビーインググループと共同で行っていた。
近年はロック・フェスティバル Ozzfest JAPAN 2013及び2015や KNOTFEST JAPAN 2014を主催、バンドサポートプロジェクトRed Bull Live on the Road、舞台作品リバーダンスの招聘（しょうへい）、DIR EN GREYやONE OK ROCKの海外ツアーを手がけている。
2021年4月12日、代表・林博通が膵臓がんのため死去。同年4月22日に林香里が代表となり、社名が「ハヤシインターナショナルプロモーション」から変更された。